# Lijst van voetbalinterlands Bosnië en Herzegovina - Duitsland
Deze lijst van voetbalinterlands is een overzicht van alle officiële voetbalwedstrijden tussen de nationale teams van Bosnië en Herzegovina en Duitsland. De landen speelden tot op heden vier keer tegen elkaar. De eerste ontmoeting, een vriendschappelijke wedstrijd, werd gespeeld in Sarajevo op 11 oktober 2002. Het laatste duel, een groepswedstrijd tijdens de UEFA Nations League 2024/25, vond plaats op 16 november 2024 in Freiburg.

## Wedstrijden
| № | Plaats    | Datum            | Competitie                  | Wedstrijd                         | Uitslag |
| - | --------- | ---------------- | --------------------------- | --------------------------------- | ------- |
| 1 | Sarajevo  | 11 oktober 2002  | Vriendschappelijk           | Bosnië en Herzegovina – Duitsland | 1 – 1   |
| 2 | Frankfurt | 3 juni 2010      | Vriendschappelijk           | Duitsland – Bosnië en Herzegovina | 3 – 1   |
| 3 | Zenica    | 11 oktober 2024  | UEFA Nations League 2024/25 | Bosnië en Herzegovina – Duitsland | 1 – 2   |
| 4 | Freiburg  | 16 november 2024 | UEFA Nations League 2024/25 | Duitsland – Bosnië en Herzegovina | 7 – 0   |

## Samenvatting
| Competitie          | Totaal gespeeld | Winst Bosnië en Her. | Gelijk | Winst Duitsland | Doelsaldo Bosnië en Her. – Duitsland |
| ------------------- | --------------- | -------------------- | ------ | --------------- | ------------------------------------ |
| UEFA Nations League | 2               | 0                    | 0      | 2               | 1 − 9                                |
| Vriendschappelijk   | 2               | 0                    | 1      | 1               | 2 − 4                                |
| Totaal              | 4               | 0                    | 1      | 3               | 3 − 13                               |

Wedstrijden bepaald door strafschoppen worden, in lijn met de FIFA, als een gelijkspel gerekend.

## Details

### Eerste ontmoeting
| Vriendschappelijk (Sarajevo, Bosnië en Herzegovina, 11 oktober 2002): |              | |
| Bosnië en Herzegovina | 1 – 1        | Duitsland |
| Elvir Baljić 21' | goals        | 56' Carsten Jancker |
| Blaž Slišković | bondscoach   | Rudi Völler |
| Almir Tolja Spomenko Bošnjak Mirsad Hibić Muhamed Konjić 70' Saša Papac 63' Nermin Sabić 65' Hasan Salihamidžić Edin Mujčin 60' Vedin Mušić Zlatan Bajramović Elvir Baljić 74'                         | opstellingen | 46' Oliver Kahn Carsten Ramelow Christian Wörns 46' Marko Rehmer Torsten Frings Jens Jeremies Sebastian Kehl 46' Gerald Asamoah 46' Tim Borowski Carsten Jancker 78' Miroslav Klose |
| Almedin Hota 60' Nenad Misković 63' Branislav Krunić 65' Haris Alihodžić 70' Jasmin Hurić 74' | wissels      | 46' Jens Lehmann 46' Arne Friedrich 46' Slawomir Freier 46' Bernd Schneider 78' Alexander Zickler                                                                                   |
| Nermin Sabić ??' | gele kaarten | |
| Hasan Salihamidžić 47' | rode kaarten | 47' Christian Wörns |
| - Debuut van Spomenko Bošnjak (Dinamo Zagreb), Haris Alihodžić (FK Željezničar) en Branislav Krunić (FK Leotar) voor Bosnië. - Torsten Frings mist namens Duitsland een strafschop in de 36ste minuut. |              | |

### Tweede ontmoeting
| Vriendschappelijk (Frankfurt am Main, Duitsland, 3 juni 2010): |              | |
| Duitsland | 3 – 1        | Bosnië en Herzegovina |
| Philipp Lahm 50' Bastian Schweinsteiger 73' (pen.) Bastian Schweinsteiger 77' (pen.) | goals        | 15' Edin Džeko |
| Joachim Löw | bondscoach   | Safet Sušić |
| Manuel Neuer Philipp Lahm Per Mertesacker Arne Friedrich 87' Holger Badstuber Sami Khedira Bastian Schweinsteiger 87' Piotr Trochowski 46' Mesut Özil 80' Lukas Podolski 71' Miroslav Klose 46' | opstellingen | Kenan Hasagić Emir Spahić 45' Adnan Mravac Sanel Jahić Safet Nadarević 79' Zvjezdan Misimović Elvir Rahimić 78' Sejad Salihović Miralem Pjanić Edin Džeko 73' Vedad Ibišević |
| Cacau 46' Thomas Müller 46' Marko Marin 71' Mario Gómez 80' Toni Kroos 87' Serdar Taşçı 87' | wissels      | 45' Senijad Ibričić 73' Ermin Zec 78' Džemal Berberović 79' Zlatan Muslimović                                                                                                |
| | gele kaarten | 85' Emir Spahić |

N/FS BiH · A-internationals · Bondscoaches · Statistieken · Bosnisch vrouwenelftal · Bosnië U23 · Bosnië U21 · Bosnië U19 · Bosnië U18 · Bosnië U17 · Bosnië U16
1995 – 1999 ·
2000 – 2009 ·
2010 – 2019 ·
2020 − 2029
WK 2014
1995 · 
1996 · 
1997 · 
1998 · 
1999 · 
2000 · 
2001 · 
2002 · 
2003 · 
2004 · 
2005 · 
2006 · 
2007 · 
2008 · 
2009 · 
2010 · 
2011 · 
2012 · 
2013 · 
2014 · 
2015 · 
2016 · 
2017 · 
2018 ·
2019 ·
2020 ·
2021 ·
2022 ·
2023 ·
2024
Albanië ·
Algerije ·
Andorra ·
Argentinië ·
Armenië ·
Azerbeidzjan ·
Bahrein ·
Bangladesh ·
België ·
Brazilië · 
Bulgarije ·
Chili ·
China ·
Costa Rica ·
Cyprus ·
Denemarken ·
Duitsland ·
Egypte ·
Engeland ·
Estland ·
Faeröer ·
Finland ·
Frankrijk ·
Georgië ·
Ghana ·
Gibraltar ·
Griekenland ·
Hongarije ·
Ierland · 
IJsland ·
Indonesië ·
Iran ·
Israël ·
Italië ·
Ivoorkust ·
Japan ·
Joegoslavië · 
Jordanië ·
Kazachstan ·
Koeweit ·
Kroatië ·
Letland ·
Liechtenstein ·
Litouwen ·
Luxemburg ·
Maleisië ·
Malta ·
Mexico ·
Moldavië ·
Montenegro ·
Nederland ·
Nigeria ·
Noord-Ierland ·
Noord-Macedonië ·
Noorwegen ·
Oekraïne ·
Oezbekistan ·
Oman ·
Oostenrijk ·
Paraguay ·
Polen ·
Portugal ·
Qatar ·
Roemenië ·
San Marino ·
Schotland ·
Senegal ·
Servië en Montenegro ·
Slovenië ·
Slowakije ·
Spanje ·
Tsjechië ·
Tunesië · 
Turkije ·
Verenigde Staten · 
Vietnam ·
Wales ·
Wit-Rusland ·
Zimbabwe ·
Zuid-Korea ·
Zweden ·
Zwitserland
Argentinië (2014) ·
Iran (2014) ·
Nigeria (2014)
DFB · A-internationals · Bondscoaches · Duits vrouwenelftal · Olympisch elftal · Duitsland U21 · Duitsland U20 · Duitsland U19 · Duitsland U18 · Duitsland U17 · Duitsland U16 · Vrouwen U17
1905 – 1919 · 
1920 – 1929 · 
1930 – 1939 · 
1940 – 1949 · 
1950 – 1959 · 
1960 – 1969 · 
1970 – 1979 · 
1980 – 1989 · 
1990 – 1999 · 
2000 – 2009 · 
2010 – 2019 · 
2020 – 2029
EK's: 1972 · 
1976 · 
1980 · 
1984 · 
1988 · 
1992 · 
1996 · 
2000 · 
2004 · 
2008 · 
2012 · 
2016 · 
2020 · 
2024
CC: 1999 · 
2005 · 
2017
WK's: 1934 ·
1938 · 
1954 · 
1958 · 
1962 · 
1966 · 
1970 · 
1974 · 
1978 · 
1982 · 
1986 · 
1990 · 
1994 · 
1998 · 
2002 · 
2006 · 
2010 · 
2014 · 
2018 · 
2022
OS: 1912 ·
1928 ·
1936 ·
2016 ·
2020
Albanië ·
Algerije ·
Argentinië ·
Armenië ·
Australië ·
Azerbeidzjan ·
België ·
Bohemen en Moravië ·
Bolivia ·
Bosnië en Herzegovina ·
Brazilië ·
Bulgarije ·
Canada ·
Chili ·
China ·
Colombia ·
Costa Rica ·
Cyprus ·
DDR ·
Denemarken ·
Ecuador ·
Egypte ·
Engeland ·
Estland ·
Faeröer ·
Finland ·
Frankrijk ·
Georgië ·
Ghana ·
Gibraltar ·
GOS ·
Griekenland ·
Hongarije ·
Ierland ·
IJsland ·
Iran ·
Israël ·
Italië ·
Ivoorkust ·
Japan ·
Joegoslavië ·
Kameroen ·
Kazachstan ·
Koeweit ·
Kroatië ·
Letland ·
Liechtenstein ·
Litouwen ·
Luxemburg ·
Malta ·
Marokko ·
Mexico ·
Moldavië ·
Nederland ·
Nieuw-Zeeland ·
Nigeria ·
Noord-Ierland ·
Noord-Macedonië ·
Noorwegen ·
Oekraïne ·
Oman ·
Oostenrijk ·
Paraguay ·
Peru ·
Polen ·
Portugal ·
Roemenië ·
Rusland ·
Saarland ·
San Marino ·
Saoedi-Arabië ·
Schotland ·
Servië ·
Servië en Montenegro · 
Slovenië ·
Slowakije ·
Sovjet-Unie ·
Spanje ·
Thailand ·
Tsjechië ·
Tsjecho-Slowakije ·
Tunesië ·
Turkije ·
Uruguay ·
Verenigde Arabische Emiraten ·
Verenigde Staten ·
Wales ·
Wit-Rusland ·
Zuid-Afrika ·
Zuid-Korea ·
Zweden ·
Zwitserland
Algerije (1982) · 
Algerije (2014) · 
Argentinië (1986) ·
Argentinië (1990) ·
Argentinië (2006) ·
Argentinië (2014) · 
Australië (2010) ·
België (1980) · 
Brazilië (2002) ·
Brazilië (2014) · 
Chili (1982) ·
Costa Rica (2006) ·
Denemarken (1992) ·
Denemarken (2012) · 
Ecuador (2006) ·
Engeland (1966) ·
Engeland (1982) ·
Engeland (2010) ·
Engeland (2021) ·
Frankrijk (2014) · 
Frankrijk (2021) · 
Ghana (2014) ·
Griekenland (2012) · 
Hongarije (1954, 2) ·
Hongarije (2021) ·
Italië (1982) ·
Italië (2006) ·
Italië (2012) · 
Japan (2022) · 
Kroatië (2008) ·
Mexico (2018) ·
Nederland (1974) ·
Nederland (2012) ·
Oekraïne (2016) ·
Oostenrijk (1982) ·
Oostenrijk (2008) ·
Polen (2006) ·
Polen (2008) ·
Polen (2016) ·
Portugal (2006) ·
Portugal (2008) ·
Portugal (2012) ·
Portugal (2014) ·
Portugal (2021) ·
Servië (2010) ·
Sovjet-Unie (1972) · 
Spanje (1982) ·
Spanje (2008) ·
Spanje (2022) ·
Tsjechië (1996, 2) · 
Tsjecho-Slowakije (1976) ·
Turkije (2008) ·
Verenigde Staten (2014) ·
Zuid-Korea (2018) ·
Zweden (2006)